# NGC 872
NGC 872 (również PGC 8629) – galaktyka spiralna (Sc), znajdująca się w gwiazdozbiorze Wieloryba. Odkrył ją Francis Leavenworth 15 października 1886 roku.